# Szelomo Zeligman
Szelomo Zeligman (hebr. שלמה זליגמן; ang. Shalom Zeligman) – izraelski brydżysta, World International Master oraz Senior Life Master (WBF), European Grand Master (EBL).

## Wyniki brydżowe

### Olimpiady
Na olimpiadach uzyskał następujące rezultaty:
| Olimpiady brydżowe. Zawody teamów | Olimpiady brydżowe. Zawody teamów | Olimpiady brydżowe. Zawody teamów | Olimpiady brydżowe. Zawody teamów | Olimpiady brydżowe. Zawody teamów | Olimpiady brydżowe. Zawody teamów |
| Rok                               | Miejsce                           | Zawody                            | Kategoria                         | Drużyna                           | Pozycja                           |
| --------------------------------- | --------------------------------- | --------------------------------- | --------------------------------- | --------------------------------- | --------------------------------- |
| 2012                              | Lille                             | 2. Olimpiada Sportów Umysłowych   | Seniorzy                          | Israel                            | 9                                 |
| 1992                              | Salsomaggiore                     | 9. Olimpiada Teamów               | Open                              | Israel                            | 5                                 |
| 1988                              | Wenecja                           | 8. Olimpiada Teamów               | Open                              | Israel                            | 31                                |
| 1984                              | Seattle                           | 7. Olimpiada Teamów               | Open                              | Israel                            | 19                                |

### Zawody światowe
W światowych zawodach zdobył następujące lokaty:
| Mistrzostwa Świata. Konkurencja teamów | Mistrzostwa Świata. Konkurencja teamów | Mistrzostwa Świata. Konkurencja teamów | Mistrzostwa Świata. Konkurencja teamów | Mistrzostwa Świata. Konkurencja teamów | Mistrzostwa Świata. Konkurencja teamów |
| Rok                                    | Miejsce                                | Zawody                                 | Kategoria                              | Drużyna                                | Pozycja                                |
| -------------------------------------- | -------------------------------------- | -------------------------------------- | -------------------------------------- | -------------------------------------- | -------------------------------------- |
| 2014                                   | Sanya                                  | 14. Seria Mistrzostw Świata            | Seniorzy                               | Markowicz                              | 5                                      |
| 2010                                   | Filadelfia                             | 13. Seria Mistrzostw Świata            | Seniorzy                               | Markowicz                              | 2                                      |
| 2007                                   | Szanghaj                               | 38. Mistrzostwa Świata Teamów          | Trans                                  | Markowicz                              | 5                                      |
| 2006                                   | Werona                                 | 12. Mistrzostwa Świata                 | Open                                   | Markowicz                              | 83                                     |
| 2006                                   | Werona                                 | 12. Mistrzostwa Świata                 | Seniorzy                               | Markowicz                              | 1                                      |
| 2005                                   | Estoril                                | 37. Mistrzostwa Świata Teamów          | Trans                                  | Markowicz                              | 70                                     |
| 2003                                   | Monte Carlo                            | 36. Mistrzostwa Świata Teamów          | Trans                                  | Markowicz                              | 24                                     |
| 2003                                   | Monte Carlo                            | 36. Mistrzostwa Świata Teamów          | Seniorzy                               | Israel                                 | 5                                      |
| 2002                                   | Montreal                               | 11. Mistrzostwa Świata                 | Seniorzy                               | Markowicz                              | 13                                     |
| 2001                                   | Paryż                                  | 35. Mistrzostwa Świata Teamów          | Trans                                  | Markowicz                              | 23                                     |
| 2000                                   | Southampton                            | 34. Mistrzostwa Świata Teamów          | Trans                                  | Markowicz                              | 52                                     |
| 1998                                   | Lille                                  | 10. Mistrzostwa Świata                 | Open                                   | Birman                                 | 17                                     |
| 1994                                   | Albuquerque                            | 9. Mistrzostwa Świata                  | Open                                   | Birman                                 | 33                                     |
| 1986                                   | Miami Beach                            | 7. Mistrzostwa Świata                  | Open                                   | Levit                                  | 14                                     |
| 1985                                   | São Paulo                              | 27. Mistrzostwa Świata Teamów          | Open                                   | Israel                                 | 3                                      |
| 1982                                   | Biarritz                               | 6. Mistrzostwa Świata                  | Open                                   | Katz                                   | 39                                     |
| 1978                                   | Nowy Orlean                            | 5. Mistrzostwa Świata                  | Open                                   | Schwartz                               | 7                                      |

| Mistrzostwa Świata. Konkurencja par | Mistrzostwa Świata. Konkurencja par | Mistrzostwa Świata. Konkurencja par | Mistrzostwa Świata. Konkurencja par | Mistrzostwa Świata. Konkurencja par | Mistrzostwa Świata. Konkurencja par |
| Rok                                 | Miejsce                             | Zawody                              | Kategoria                           | Partner                             | Pozycja                             |
| ----------------------------------- | ----------------------------------- | ----------------------------------- | ----------------------------------- | ----------------------------------- | ----------------------------------- |
| 2014                                | Sanya                               | 14. Seria Mistrzostw Świata         | Seniorzy                            | Victor Melman                       | 7                                   |
| 2010                                | Filadelfia                          | 13. Mistrzostwa Świata              | Seniorzy                            | Victor Melman                       | 18                                  |
| 2006                                | Werona                              | 12. Mistrzostwa Świata              | Seniorzy                            | Victor Melman                       | 14                                  |
| 2002                                | Montreal                            | 11. Mistrzostwa Świata              | Seniorzy                            | Victor Melman                       | 5                                   |
| 1982                                | Biarritz                            | 6. Mistrzostwa Świata               | Open                                | Dawid Birman                        | 16                                  |

### Zawody europejskie
W europejskich zawodach zdobył następujące lokaty:
| Zawody europejskie. Konkurencja teamów | Zawody europejskie. Konkurencja teamów | Zawody europejskie. Konkurencja teamów | Zawody europejskie. Konkurencja teamów | Zawody europejskie. Konkurencja teamów | Zawody europejskie. Konkurencja teamów |
| Rok                                    | Miejsce                                | Zawody                                 | Kategoria                              | Drużyna                                | Pozycja                                |
| -------------------------------------- | -------------------------------------- | -------------------------------------- | -------------------------------------- | -------------------------------------- | -------------------------------------- |
| 2013                                   | Ostenda                                | 6. Otwarte Mistrzostwa Europy          | Seniorzy                               | Markowicz                              | 10                                     |
| 2012                                   | Dublin                                 | 51. Mistrzostwa Europy Teamów          | Seniorzy                               | Israel                                 | 7                                      |
| 2011                                   | Bad Honnef                             | 10. Puchar Europy                      | Open                                   | Israeli National                       | 9                                      |
| 2010                                   | Ostenda                                | 50. Mistrzostwa Europy Teamów          | Seniorzy                               | Israel                                 | 7                                      |
| 2009                                   | San Remo                               | 4. Otwarte Mistrzostwa Europy          | Seniorzy                               | Markowicz                              | 18                                     |
| 2008                                   | Pau                                    | 49. Mistrzostwa Europy Teamów          | Seniorzy                               | Israel                                 | 10                                     |
| 2007                                   | Antalya                                | 3. Otwarte Mistrzostwa Europy          | Seniorzy                               | Markowicz                              | 3                                      |
| 2005                                   | Teneryfa                               | 2. Otwarte Mistrzostwa Europy          | Seniorzy                               | Klukowski                              | 5                                      |
| 2004                                   | Malmö                                  | 47. Mistrzostwa Europy Teamów          | Seniorzy                               | Israel                                 | 9                                      |
| 2003                                   | Mentona                                | 1. Otwarte Mistrzostwa Europy          | Seniorzy                               | Markowicz                              | 5                                      |
| 2002                                   | Warszawa                               | 1. Puchar Europy Teamów                | Open                                   | Israel                                 | 2                                      |
| 2002                                   | Salsomaggiore                          | 46. Mistrzostwa Europy Teamów          | Seniorzy                               | Israel                                 | 2                                      |
| 1995                                   | Vilamoura                              | 42. Mistrzostwa Europy Teamów          | Open                                   | Israel                                 | 6                                      |
| 1993                                   | Mentona                                | 41. Mistrzostwa Europy Teamów          | Open                                   | Israel                                 | 16                                     |
| 1992                                   | Ostenda                                | 2. Mistrzostwa Europy Mikstów          | Miksty                                 | Barr                                   | 45                                     |
| 1990                                   | Bordeaux                               | 1. Mistrzostwa Europy Mikstów          | Miksty                                 | Bar                                    | 16                                     |
| 1989                                   | Turku                                  | 39. Mistrzostwa Europy Teamów          | Open                                   | Israel                                 | 17                                     |
| 1987                                   | Brighton                               | 38. Mistrzostwa Europy Teamów          | Open                                   | Israel                                 | 8                                      |
| 1985                                   | Salsomaggiore                          | 37. Mistrzostwa Europy Teamów          | Open                                   | Israel                                 | 2                                      |

| Zawody europejskie. Konkurencja par | Zawody europejskie. Konkurencja par | Zawody europejskie. Konkurencja par | Zawody europejskie. Konkurencja par | Zawody europejskie. Konkurencja par | Zawody europejskie. Konkurencja par |
| Rok                                 | Miejsce                             | Zawody                              | Kategoria                           | Partner                             | Pozycja                             |
| ----------------------------------- | ----------------------------------- | ----------------------------------- | ----------------------------------- | ----------------------------------- | ----------------------------------- |
| 2013                                | Ostenda                             | 6. Otwarte Mistrzostwa Europy       | Open                                | Victor Melman                       | 13                                  |
| 2009                                | San Remo                            | 4. Otwarte Mistrzostwa Europy       | Seniorzy                            | Wiktor Markowicz                    | 46                                  |
| 2007                                | Antalya                             | 3. Otwarte Mistrzostwa Europy       | Seniorzy                            | Victor Melman                       | 43                                  |
| 2005                                | Teneryfa                            | 2. Otwarte Mistrzostwa Europy       | Seniorzy                            | Victor Melman                       | 12                                  |
| 2003                                | Mentona                             | 1. Otwarte Mistrzostwa Europy       | Seniorzy                            | Victor Melman                       | 95                                  |
| 2001                                | Sorrento                            | 11. Mistrzostwa Europy Par          | Open                                | Dawid Birman                        | 32                                  |
| 1997                                | Haga                                | 9. Mistrzostwa Europy Par           | Open                                | Dawid Birman                        | 21                                  |
| 1995                                | Rzym                                | 8. Mistrzostwa Europy Par           | Open                                | Dawid Birman                        | 35                                  |
| 1990                                | Bordeaux                            | 1. Mistrzostwa Europy Mikstów       | Mikst                               | Roni Barr                           | 169                                 |

## Klasyfikacja
- Szelomo Zeligman – klasyfikacja WBF (ang.)
- Szelomo Zeligman – klasyfikacja EBL (ang.)